# Norman Bingley
Frederick Sparkes Norman Bingley (* 17. September 1863 in London; † 16. Januar 1940 in Merrow) war ein britischer Segler.

## Erfolge
Norman Bingley, der beim Royal Victoria Yacht Club segelte, wurde 1908 in London bei den Olympischen Spielen in der 7-Meter-Klasse Olympiasieger. Da die Heroine, deren Eigner und Skipper Charles Rivett-Carnac war, nach dem Rückzug des einzigen Konkurrenzbootes als einziges Boot am Wettbewerb teilnahm, genügte ihr in zwei Wettfahrten die Zieleinfahrt für den Gesamtsieg. Zur Crew der Heroine gehörten zudem Richard Dixon und Rivett-Carnacs Ehefrau Frances.
Bingley besuchte das Brighton College und das University College London, ehe er ab 1885 das Magdalen College besuchte. 1893 wurde er in die Anwaltskammer Inner Temple berufen. Er war zeitweise Mitglied im Chessington Parish Council.